# Belgian Cushman
Belgian Cushman is een Belgisch historisch merk van scooters. 
De bedrijfsnaam was: Les Ateliers de Fontaine l'Evêque, later Les Usines Belgian Cushman, Anderlues.
Hoewel de Belgian Cushman scooters waren afgeleid van de Cushman Model 53 Airborne-scooter hoorde dit bedrijf niet tot het merk Cushman. 
Belgian Cushman ontstond na de Tweede Wereldoorlog toen Les Ateliers de Fontaine l'Evêque op zoek was naar ander werk. Men maakte mijnproducten, maar daar was weinig vraag meer naar. Directeur Lagage besloot van de achtergebleven Amerikaanse legervoorraden gebruik te maken om scooters te gaan produceren. Een eerste afbeelding verscheen in 1949 in een Frans blad. Het was een op de Cushman Airborne-scooter gebaseerd model met twee versnellingen en zonder vering maar met veel meer plaatwerk dan de Airborne-scooter had. In 1950 verwierf men een licentie om Cushman-scooters te maken, maar het waren geen kopieën van de Amerikaanse Cushmans. De eerste modellen waren een tweewieler gebaseerd op de Cushman Auto-Glide Model 32 of Model 34 en een driewielige triporteur gebaseerd op de Cushman Auto-Glide Model 39 Package-Kar. De eerste prototypen kwamen bepaald niet meteen op de markt. Er werd nog flink gesleuteld aan het model, dat helemaal afweek van de modellen van Cushman zelf. Zo kwam er een fors schild op de voorvork voor de windbescherming van de bestuurder, dat Cushman niet had. In 1951 begon de serieproductie, die zich beperkte tot ongeveer zes scooters per week. De productie eindigde in 1955 of in 1958. 